# 1775
Het jaar 1775 is het 75e jaar in de 18e eeuw volgens de christelijke jaartelling.

## Gebeurtenissen
januari
- 1 - In de Republiek wordt de nieuwe psalmberijming in gebruik genomen.
- 10 - Rebellenleider Jemeljan Poegatsjov wordt in Moskou publiekelijk terechtgesteld.
- 11 - Installatie van het Congres van de staat Zuid-Carolina. Een van de leden, Francis Salvador, is de eerste jood in een vertegenwoordigend ambt in Amerika.

februari
- 9 - Het Britse Lagerhuis oordeelt dat de Amerikaanse kolonies rebelleren, en stuurt extra troepen naar het gebied.
- 14 - De stad Chiang Mai valt in handen van het Thaise leger. Prins Kawila, die de Siamese koning Taksin geholpen heeft bij zijn oorlog in het noorden, wordt de eerste koning van Lanna onder Siamese leiding.

maart
- 23 - Samuel Johnson ontvangt een eredoctoraat van de Universiteit van Oxford.

april
- 18 - De goudsmid Paul Revere in Massachusetts ziet waarschuwingssignalen voor een aanval. Hij rijdt met een geleend paard en een aantal kameraden van Boston naar Lexington en Concord om de revolutionairen te waarschuwen. Revere bereikt Lexington en waarschuwt de plaatselijke revolutionairen, maar wordt op weg naar Concord door de Britten aangehouden. Andere rijders van de groep weten de revolutionairen in Concord wel te waarschuwen.
- 19 - Begin van de Amerikaanse Onafhankelijkheidsoorlog.
- april - De gouverneur van Virginia, Lord Dunmore, belooft de vrijheid aan slaven die hun meesters verlaten en dienst nemen tegen de opstand.

mei
- 10 - Het Continental Congress van de geassocieerde Amerikaanse kolonies komt bijeen in permanente zitting.
- 11 - Dijkdoorbraak bij Dussen. 5 mensen verdrinken.[1]
- John Hancock wordt president van het Continental Congres.

juni
- 14 - Het Continental Congress besluit tot oprichting van het Continental Army onder leiding van George Washington.
- 21 - Karel van Nassau-Usingen wordt opgevolgd door zijn zoon Karel Willem.
- juli - Generaal Washington vaardigt een decreet uit dat zwarten verbiedt dienst te nemen in het Continental Army.

augustus
- 5 - De Spaanse verkenner Juan Manuel de Ayala vaart de Baai van San Francisco binnen. Gedurende de volgende weken brengt hij deze in kaart.

september
- 2 - Afgevaardigden van het Amerikaanse Continental Congress overhandigen de "olijftakpetitie" aan de Graaf van Dartmouth, de minister van koloniën. Maar koning George III wijst ieder overleg af en stelt vast, dat de Amerikaanse koloniën zich in staat van opstand bevinden.
- 13 - De Twentse misdadiger Huttenkloas wordt in Oldenzaal geradbraakt.

november
- 10 - Het Continental Congres richt de Continental Marines op als landingstroepen voor de US Marine.
- 14 november - Door een combinatie van vloed en storm lopen delen van Holland, Overijssel en Gelderland onder water. 65 doden, waarvan 28 te Elburg (watersnood van 1775). Het sluizencomplex van Delfshaven wordt verwoest.[2]

zonder datum
- James Watt verkoopt zijn eerste stoommachine.

## Muziek
- Johann Baptist Vanhal componeert zijn Concert no. 2, voor fluit en orkest
- Joseph Haydn componeert zijn Symfonie nr. 64, Tempora Mutantur

## Beeldende kunst

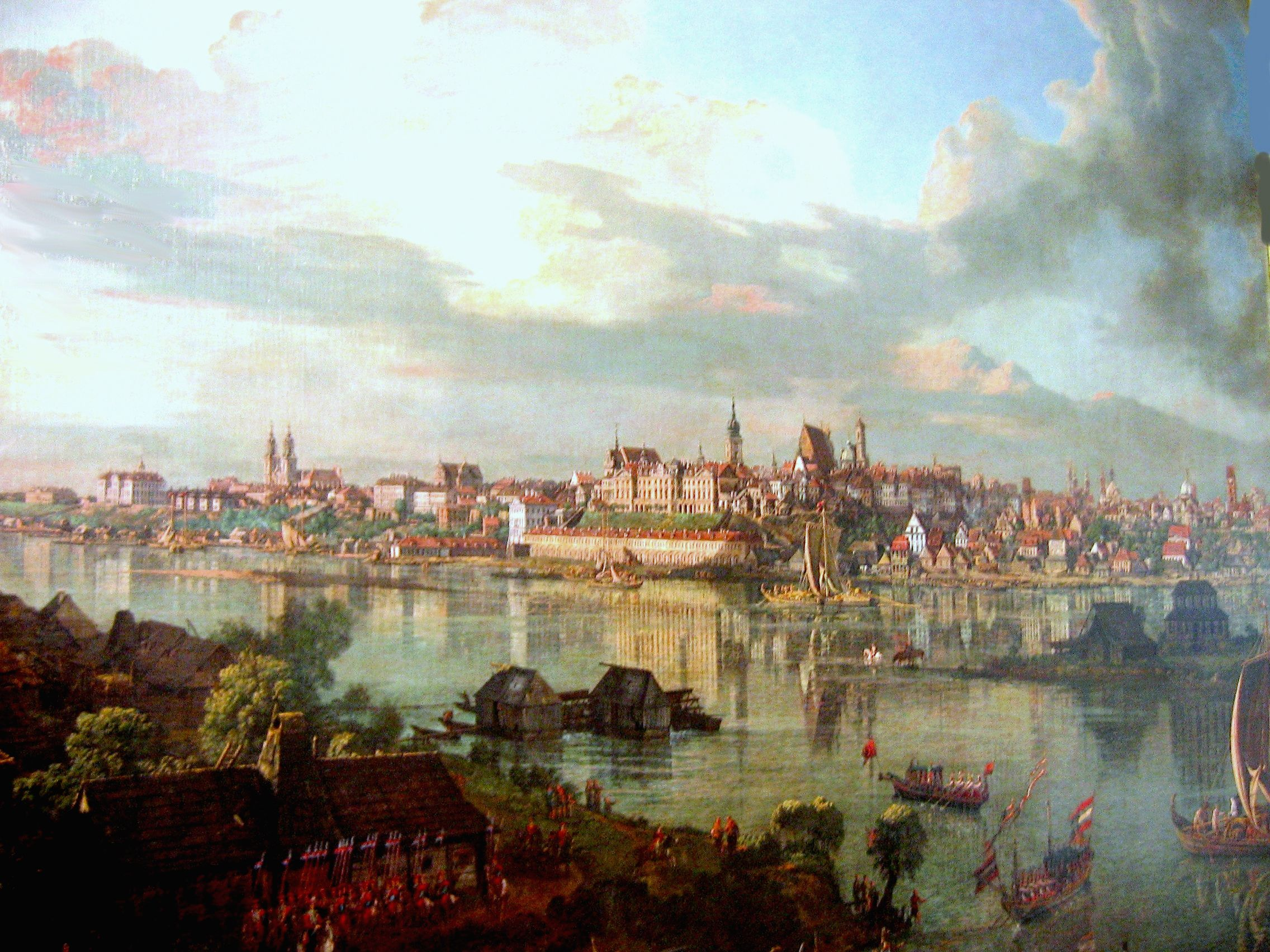
Gezicht op Warschau (1775) Bernardo Bellotto

## Bouwkunst

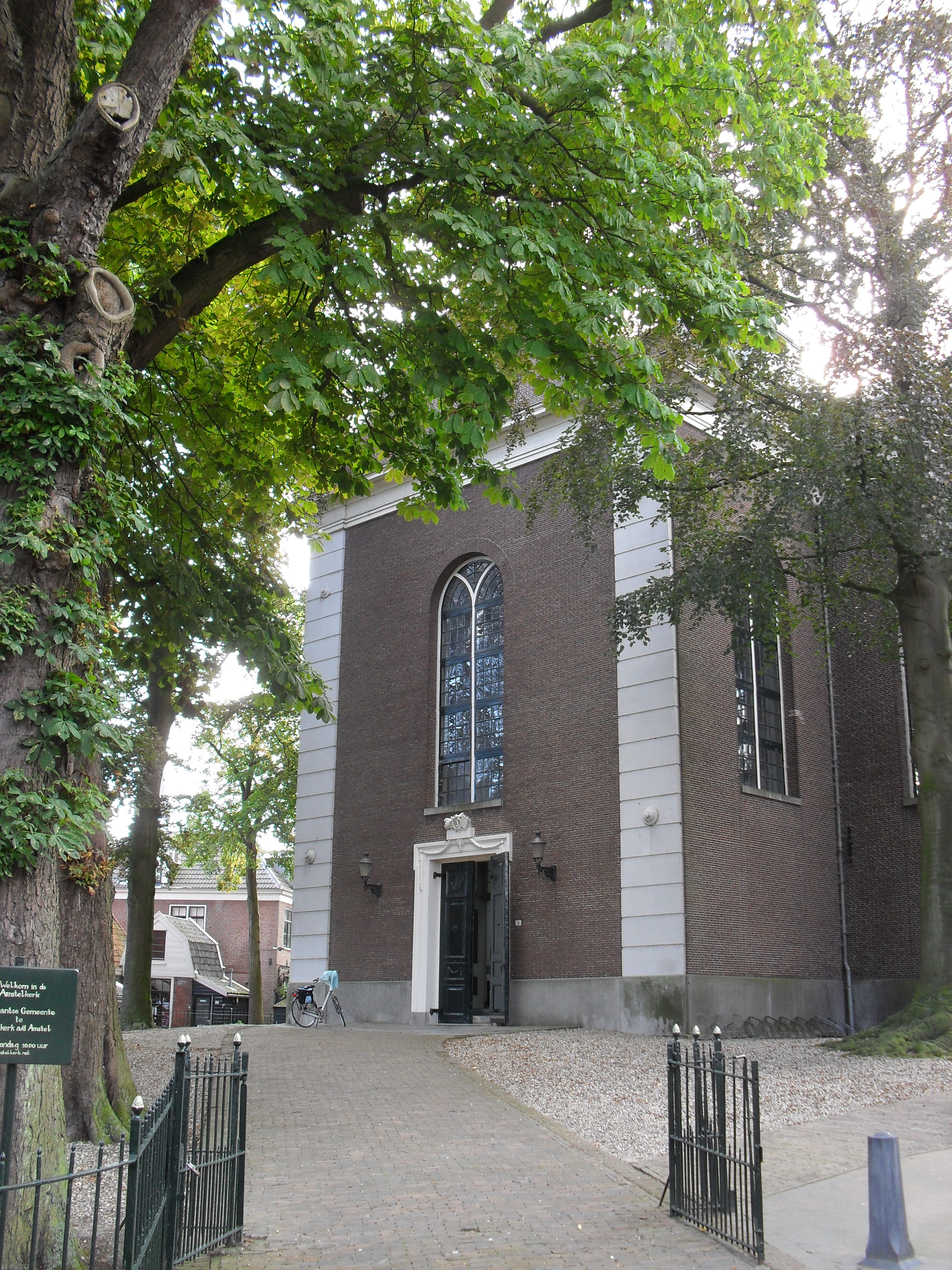
NH kerk, Ouderkerk a/d Amstel (1775) J.E. de Witte